# Idiomelas
Idiomelas es un  género de coleópteros adéfagos de la familia Carabidae.

## Especies
Comprende las siguientes especies:
- Idiomelas crenulatus (Dejean, 1829)
- Idiomelas fulvipes (Erichson, 1843)
- Idiomelas morio (Menetries, 1832)
- Idiomelas nigripes (Reitter, 1894)